# 陳婉瑩

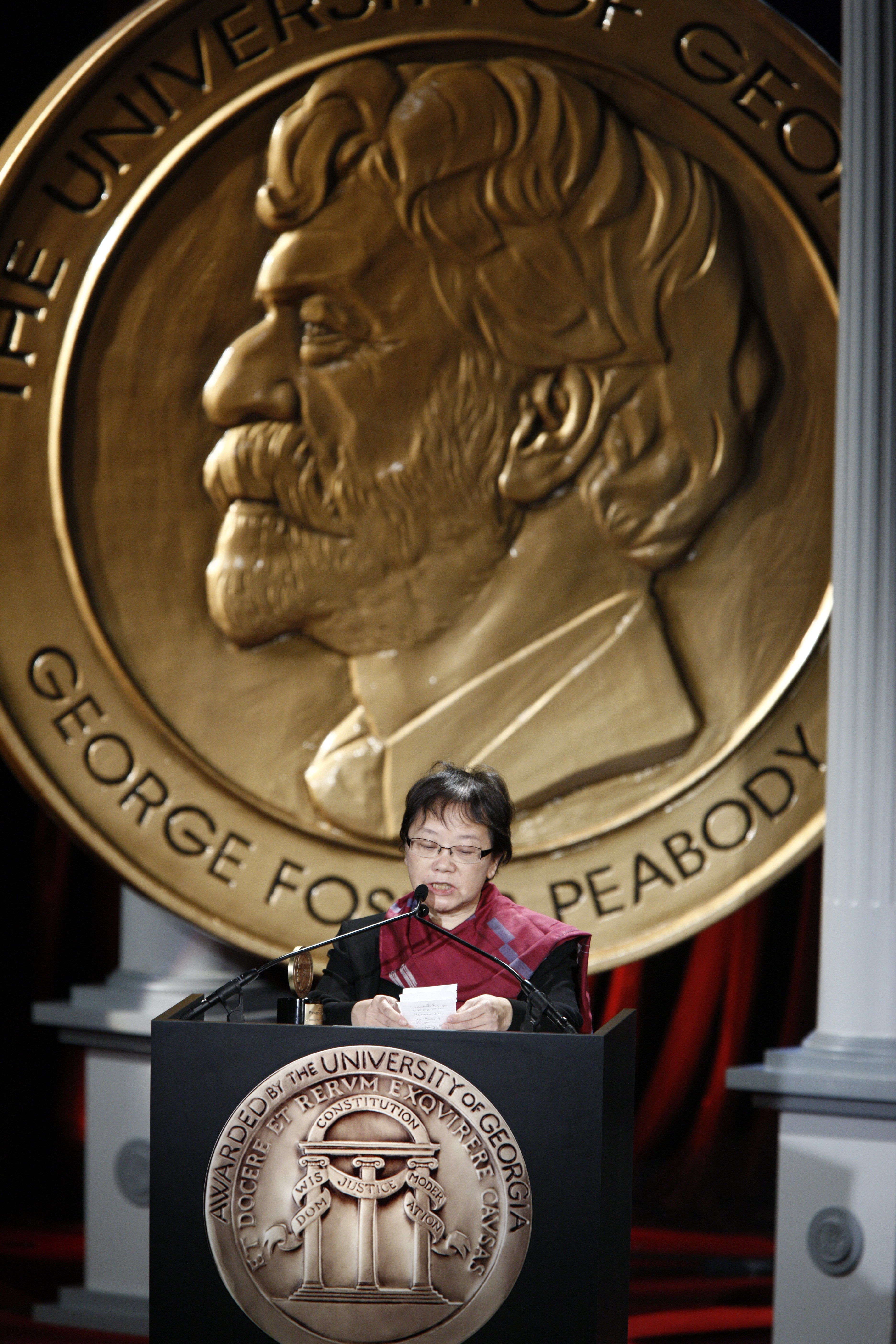

陳婉瑩（Ying Chan），汕頭大學長江新聞與傳播學院院長，香港大學新聞及傳播研究中心前總監，資深新聞工作者。

## 生平
1970年代畢業于香港大學，時為學生運動領袖，港大學生報《學苑》主編。1995年获尼曼奖学金赴美国哈佛大学进修。1997年，获国际新闻自由奖。2000年2月，陳婉瑩受聘爲香港大學新聞學教授，創辦新聞及傳媒研究中心及碩士課程，首創港大新聞學課程，5年間畢業生遍佈中外媒體。回港就任前，她曾任美國哥倫比亞大學新聞研究院客座教授、紐約市自由論壇傳媒研究中心學者及哥大東亞研究所訪問學者。2003年2月出任長江新聞學院創院院長，兼任港大教授、美國南加州大學新聞學院客座教授。2004年獲邀出任美國权威电视Peabody大奖評委。

## 1997年訴訟

### 起因
1996年陳婉瑩同另一位記者謝忠良一起編寫一篇關於中國國民黨投資事業管理委員會主任委員劉泰英於1995年8月曾提出有意捐獻1500萬美金予比爾·克林頓競選總統連任的報道，並將之名為《國民黨捐給白宮1500萬元？台灣捲入美政治獻金醜聞》。這篇報道更附上了一份劉泰英不承認有此事件的宣告。此報道於10月25日刊出。當此報道刊出後，劉泰英指出此報道妨害其名譽，因此於11月7日向檢察署提交刑事誹謗起訴。作為提供內幕消息的線人的政治顧問陳朝平亦成為了同案被告。之後，劉泰英又提出了民事訴訟，並要求《亞洲週刊》賠償1500萬美元作彌補其損失。另一方面，《亞洲週刊》則捍衛自己的記者，並拒絕進行庭外和解。

### 訴訟過程
是次訴訟案於國際新聞界引起了極大的回響。美國紐約市的保護記者委員會把這次訴訟案稱為「測試亞洲新聞自由的一個範例」，並成為了《亞洲週刊》的法院之友。同時，保護記者委員會亦發表了一封抗議信，信中指出此案違反世界人權宣言。《紐約時報》亦批評劉泰英有意透過訴訟恐嚇並控制媒體。不久，國民黨召開了一次特別會議。會議中，大部份國民黨員均贊同此誹謗訴訟，並譴責陳婉瑩和謝忠良。
然而，台北地方法院於1997年4月22日的裁決卻對陳婉瑩和謝忠良有利。法官指出，陳婉瑩和謝忠良是經謹慎且全面的查證後才報道新聞，因此判決陳婉瑩和謝忠良無罪釋放。
這次裁決被媒體監督團體描述為「新聞自由的一次具有里程碑意義的裁決」。同時，法官李維心的裁判是台灣史上首次依從憲法上的新聞自由部份判決的裁判。《亞洲週刊》亦把李維心的裁判稱為「確立了台灣新聞自由的基石」。台灣媒體則把李維心的裁判稱為「新聞自由的勝利」。

### 獲獎
1997年11月，陳婉瑩和謝忠良獲保護記者委員會頒發國際新聞自由獎。保護記者委員會指出「陳婉瑩和謝忠良的勇氣在台灣創立了一個例子，並引起了人們對自我審查機制及政府干預新聞運作的注意」。